# Otolice
Otolice [pronunciación en polaco: /ɔtɔˈlit͡sɛ/] es una localidad situada en el municipio (gmina) de Łowicz, situado en el distrito de Łowicz, voivodato de Lodz, Polonia. Según el censo de 2021, tiene una población de 293 habitantes.